# Kristin's Christmas Past
Kristin's Christmas Past is een Amerikaanse televisiefilm uit 2013, geregisseerd door Jim Fall. De hoofdrollen worden vertolkt door Shiri Appleby, Hannah Marks, Elizabeth Mitchell en Judd Nelson. De film ging op 23 november 2013 in première op het televisienetwerk Lifetime.

## Verhaal
Het leven van de 34-jarige Kristin Cartwell (Shiri Appleby) gaat niet over rozen. Ze is al jaren vervreemd van haar familie en brengt kerstavond noodgedwongen alleen door op haar klein appartement. Op kerstdag wordt ze wakker 17 jaar terug in de tijd en moet ze de vreselijkste kerst uit haar leven opnieuw beleven. Ze geeft zich uit voor de studiebegeleider van haar 17-jarige jongere zelf (Hannah Marks) en doet er alles aan om haar fouten uit het verleden recht te zetten.

## Rolverdeling
| Acteur              | Personage                         |
| ------------------- | --------------------------------- |
| Shiri Appleby       | Kristin Cartwell                  |
| Hannah Marks        | Kristin "Krys" Cartwell (17 jaar) |
| Elizabeth Mitchell  | Barbara Cartwell                  |
| Judd Nelson         | Glenn Cartwell                    |
| Debby Ryan          | Haddie                            |
| Will Kemp           | Jamie                             |
| Michael-James Olsen | Jamie (17 jaar)                   |
| A. J. Langer        | Debby                             |
| Courtney Henggeler  | Sophia                            |
| Deniz Akdeniz       | Maverick O’Dell                   |